# 동어 반복
동어 반복(同語反復, Tautology) 또는 유의어 반복(類義語反復)은 한 단어나 문장에서 동의어나 유의어를 되풀이해서 쓰는 것을 말한다.
특정한 대상을 강조하기 위한 수사적 표현으로 쓰이기도 한다. 한편 헨리 왓슨 파울러가 《현대 영문법 사전》(A Dictionary of Modern English Usage)에서 피해야 할 문체로 분류하는 등 잘못된 수사법으로 여겨지기도 한다.

## 용례
- 솔직한 고백
- 새로운 발명

## 어원이 다른 경우
어원이 다른 경우에 동어 반복이 일어나는 경우가 종종 있다.
한자와 고유어가 섞인 경우로는 '낙엽잎(落葉잎)', '무궁화꽃(無窮花꽃)', '동해 바다(東海 바다)', '역전앞(驛前앞)' 등이 있다.
다른 외래어의 경우로는 '사하라 사막'(사하라는 아랍어로 사막을 뜻한다), '리오그란데강'(리오(Rio)는 스페인어로 강을 뜻한다), '몽블랑산'(몽(Mont)은 프랑스어로 산을 뜻한다), '황허강' 등이 있다. 한국어 어문 규정인 외래어 표기법의 지명에 관한 표기 세칙에서는 원래 지명이 산맥, 산, 강 등의 뜻을 가지고 있다고 하더라도 산맥, 산, 강 등을 겹쳐서 적도록 하고 있다.